# 敬象子
敬象子（?—?），字象子，《旧唐书》作像子，唐朝蒲州河东县（今山西省永济市）女性人物。
敬象子十五岁，嫁到樊家，生樊会仁后丈夫去世，事奉公婆大姑嫂嫂以谨慎孝顺著称。服丧期满，他的哥哥以她还年轻，让她改嫁。她始终未从。哥哥暗中许婚，说母亲得病让她回到娘家。结婚的东西，寄放在邻里。敬象子回家，看到母亲没病，邻家有酒席准备，敬象子知道被骗，她假装不知道。其嫂让敬象子沐浴。敬象子对儿子樊会仁说自己不愿意改嫁，樊会仁失声哭泣。敬象子安慰儿子不要哭，樊会仁假装睡去，敬象子偷偷地带着儿子回婆家。中途，哥哥把她追上，逼她回去。敬象子誓死不回，哥哥感叹而止。樊会仁十八岁病卒，敬象子母亲已死。安葬时，她对亲戚说：“老母不幸去世，我夫死子亡，活着已经没有意义了。”于是号哭爵士，数日而死。

## 延伸阅读
[在维基数据编辑]
 《舊唐書·卷193》，出自刘昫《舊唐書》
 《新唐書/卷205》，出自《新唐書》